# Dialeucias violascens
Dialeucias violascens là một loài bướm đêm thuộc phân họ Arctiinae, họ Erebidae.